# Phytoliriomyza fasciata
Phytoliriomyza fasciata är en tvåvingeart som beskrevs av Friedrich Georg Hendel 1931. Phytoliriomyza fasciata ingår i släktet Phytoliriomyza och familjen minerarflugor.
Artens utbredningsområde är Österrike. Inga underarter finns listade i Catalogue of Life.